# 연상초등학교 화원분교
연상초등학교 화원분교는 대한민국 강원특별자치도 영월군 중동면 화원리 산137-2에 있었던 공립 초등학교이다.

## 학교 연혁
- 1962.03.01 녹전국민학교 화원분교장 설립인가
- 1969.03.01 화원국민학교로 승격
- 1989.03.01 연상국민학교 화원분교장으로 격하
- 1996.03.01 연상초등학교 화원분교로 개칭
- 1999.03.01 폐교